# Bencomia exstipulata
Bencomia exstipulata är en rosväxtart som beskrevs av Eric R.Svensson Sventenius. Bencomia exstipulata ingår i släktet Bencomia och familjen rosväxter. IUCN kategoriserar arten globalt som sårbar. Inga underarter finns listade i Catalogue of Life.

## Bildgalleri

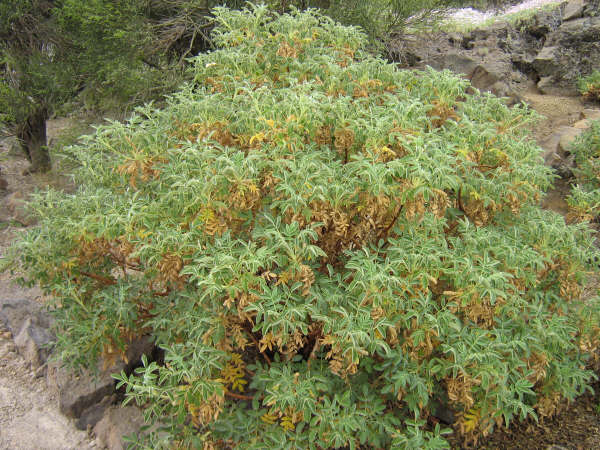